# Olympus E-510
La Olympus E-510 (o Olympus Evolt E-510 en América del Norte) es una Cámara réflex digital (DSLR) de 10 megapíxel orientada a usuarios avanzados. Anunció en marzo de 2007 para suceder a la  E-500, representa el primer uso de la nueva sensor  MOS de Panasonic en lugar de los sensores CCD de Kodak que Olympus había utilizado anteriormente. También es la primera réflex digital Olympus a incluir en el cuerpo un estabilizador de imagen; y la mayoría de las cámaras más recientes del sistema incluyen un sistema de EI.
La E-510 y la montura del cuerpo son basadas en el estándar "Cuatro Tercios", que proporciona compatibilidad con otros objetivos para ese sistema. Cuatro Tercios es un estándar digital SLR con un factor de multiplicación de la distancia focal de 2x, lo que significa que lentes cuatro tercios pueden ser más pequeños y más baratos, pero que la cámara exhibe rendimiento algo peor con ISO altos.
Como todas las cámaras del sistema E, la E-510 utiliza Olympus Supersonic Wave Filter el sistema de reducción de polvo para sacudir el polvo del sensor durante el arranque y cuando sea solicitado por el usuario , lo que elimina en gran medida el problema de la acumulación de polvo en la superficie del sensor de imagen.
La E-510 fue lanzada en una serie de diferentes iteraciones para la compra: el cuerpo de la cámara única, el cuerpo liado con un lente de 14-42mm 1:3.5-5.6, y el cuerpo empaquetado con lentes de 14-42mm 1:3.5-5.6 y 40 -150mm 1:4-5.6. Tenga en cuenta que, como Cuatro Tercios tiene un factor de multiplicación de 2x, la distancia focal equivalente en 35 mm de estos lentes es el doble de la distancia focal real.
En el segundo trimestre de 2008, el sucesor de la E-510, la  E-520, golpeó los mercados. Añade actualizaciones menores para el sistema Live View, la capacidad de flash inalámbrico, y un sistema supuesto mejora de la medición.